# Marlene Favela
Marlene Favela, nome completo Silvia Marlene Favela Meraz (Santiago Papasquiaro, 5 agosto 1976), è un'attrice e modella messicana.

## Biografia
Ha studiato al "Centro de Educación Artística de Televisa" di Città del Messico.
Ha recitato in numerose telenovelas in lingua spagnola e nella serie televisiva Ugly Betty.
In seguito alla sua partecipazione come protagonista alla telenovela Gata salvaje venne soprannominata Gatta Selvaggia.
Nel teleromanzo Zorro, la espada y la rosa, prodotto in collaborazione con Telemundo, incarna il personaggio di Esmeralda Sánchez de Moncada ed è affiancata da Christian Meier nel ruolo di Diego della Vega/Zorro e Harry Geithner in quello del Comandante Militare Ricardo Montero.
Ha lavorato anche in teatro con Helena Rojo e Julio Alemán, in Sueños de un seductor e Se infiel y no mires con quién.
Come conduttrice televisiva è stata animatrice di Camarón que se duerme... (Gambero che si addormenta...) e presentatrice di Meridiano X, un programma sulla pratica di sport estremi.

## Filmografia

### Telenovelas
- DKDA Sueños de juventud (1999)
- Infierno en el paraíso (1999)
- Mujeres engañadas (1999)
- Por tu amor (1999)
- La casa en la playa (2000)
- Carita de ángel (2000)
- La intrusa (2001)
- Navidad sin fin (2001)
- Gata salvaje (2002)
- Entre el amor y el odio (2002)
- Velo de novia (2003)
- Rubí (2004)
- Contra viento y marea (2005)
- Zorro, la espada y la rosa (2007)
- Amor sin maquillaje (2007)
- Pasión y poder (2015-2016)
- El señor de los cielos (2016)

### Televisione
- Ugly Betty (2006)

### Cinema
- Species IV: The Awakening (2007)
- Playball (Repubblica Dominicana) (2007)